# Фердинанд фон Хоенфелд
Фердинанд фон Хоенфелд (на немски: Ferdinand Graf von Hohenfeld; * 1612; † 4 януари 1675, Виена) е граф от род Хоенфелд.

## Произход
Той е син на Маркус фон Хоенфелд (1577 – 1618) и съпругата му Поликсена Фолкра († 1618), дъщеря на Фердинанд Фолкра (1555 – 1604) и Максимилиана Ваген фон Вагеншперг († 1596). Брат е на граф Волфганг Лудвиг фон Хоенфелд (1615 – 1680). Внук е на Ахац фон Хоенфелд (1551 – 1603) и Катарина фон Кирхберг (1557 – 1608).
През 1464 г. Ханс фон Хоенфелд купува господството Айстерсхайм, което остава над 350 години при рода.

## Фамилия
Фердинанд фон Хоенфелд се жени за фрайин Йохана Енгелбург фон Гера (* ок. 1607; † 20 април 1679, Виена), господарка на Гера, дъщеря на Аманд фон Гера († сл. 1629) и Бенигна фон Фридесхайм (* 1542/1602). Те имат децата:
- София Елизабет фон Хоенфелд (* 1639; † 30 август 1684), омъжена на 12 март 1668 г. за граф Йохан Бернхард фон Фюнфкирхен (* 1644; † 2/12 март 1700, Виена)[1]
- Анна Розина фон Хоенфелд (1643 – 1716), омъжена за граф Франц Игнац фон Шпринценщайн-Нойхауз (1635 – 1705)
- Ото Фердинанд фон Хоенфелд (* 1648), женен за Анна Елизабет фон Хомпеш-Болхайм (* 1568/1692); има дъщеря
- Ото Хайнрих фон Хоенфелд (* 1645; † 25 февруари 1719, Виена), граф, женен I. за Ева Анна Лудмила Питипески (* 1652; † 9 декември 1681), II. за графиня Мария Катарина фон Щархемберг (* 1663; † 2 януари 1743); има общо син и две дъщери